# Liste der Einträge im National Register of Historic Places im Wyoming County (West Virginia)
Diese Liste der Einträge im National Register of Historic Places im Wyoming County (West Virginia) enthält alle im Wyoming County, West Virginia in das National Register of Historic Places eingetragenen Gebäude, Bauwerke, Objekte, Stätten oder historischen Distrikte.
Diese Liste entspricht dem Bearbeitungsstand des National Park Service/National Register of Historic Places vom 27. September 2024.

## Legende
| NRHP | Historic Place             |
| HD   | National Historic District |

## Aktuelle Einträge
| [ 2 ] | Name                               | Bild                      | Eintragsdatum                 | Lage | Ort       | Beschreibung |
| ----- | ---------------------------------- | ------------------------- | ----------------------------- | --- | --------- | ------------ |
| 1     | Itmann Company Store and Office    | weitere Bilder            | 28. Nov. 1990 ID-Nr. 90001775 | West Virginia Routes 10 und 16 37° 34′ 26″ N, 81° 25′ 4″ W                                                                      | Itmann    |              |
| 2     | Mullens Historic District          | Mullens Historic District | 16. Nov. 1993 ID-Nr. 93001233 | zwischen Lusk, Highland Aves. und der Norfolk Southern Eisenbahnstrecke, inklusive der Water Street 37° 35′ 1″ N, 81° 22′ 52″ W | Mullens   |              |
| 3     | Wyco Church                        | Wyco Church               | 31. März 2010 ID-Nr. 10000168 | County Route 12/1, nördlich von der County Route 16 37° 36′ 2″ N, 81° 20′ 36″ W                                                 | Wyco      |              |
| 4     | Wyoming County Courthouse and Jail | weitere Bilder            | 27. Nov. 1979 ID-Nr. 79002607 | Main Street 37° 35′ 1″ N, 81° 32′ 16″ W                                                                                         | Pineville |              |